# 希爾布羅塔
希爾布羅塔（前稱約翰內斯·格哈杜斯·斯揣敦塔）是一座位於南非約翰內斯堡希爾布羅郊區的高塔。其高269米（883英尺），是非洲最高的建築和塔式建築，已有45年的歷史，該塔還曾經是南半球最高的建築，直到1978年被澳大利亞昆士蘭州超過270米的伊薩山煙囪打破紀錄。該塔於1968年6月開始建造，並於三年後的1971年4月完成。建設成本為200萬蘭特（即當時的280萬美元）。該塔最初稱為約翰內斯·格哈杜斯·斯揣敦塔，他於1954年至1958年出任南非總理。2005年5月31日，其更名為特爾康姆約堡塔。
該塔作为通信设施，是為南非郵電通訊公司（南非最大電信公司Telkom的前身）而建造。该塔的建设是因为中心商業區建築物的總高度上升，需要有一座高度高於其周圍建築物的新电波塔。

## 旅遊景點
出於安全考慮，自1981年起，希爾布羅塔禁止遊客進入。而在關閉之前，希爾布羅塔是約翰內斯堡最大的旅遊景點之一。公眾可以進入塔頂的六層公共樓層。其中一個樓層設有一間受歡迎的旋轉餐廳，名為海因里希饭店；此外有一间非旋轉餐廳，其燒烤室則設於高197米的觀景樓層內。
在2010年國際足協世界盃期間，塔上安裝了一個巨大的足球來慶祝此事。2013年，電視節目Carte Blanche以旋转餐厅原址作为演播地点。
希爾布羅塔是約翰內斯堡兩座標誌性塔樓之一，經常用於識別約翰內斯堡的天際線。至於另一座塔——布里克斯頓塔則用於電視和無線電傳輸。

## 圖冊
- 希爾布羅塔在2010年國際足協世界盃期間的裝飾。

## 外部連結
- Hillbrow Tower
- Structurae数据库中Hillbrow Tower的数据